# Longyan (socken i Kina)
Longyan (kinesiska: 龙堰, 龙堰乡) är en socken i Kina. Den ligger i provinsen Henan, i den centrala delen av landet, omkring 280 kilometer sydväst om provinshuvudstaden Zhengzhou. Antalet invånare är 37977. Befolkningen består av 18 949 kvinnor och 19 028 män. Barn under 15 år utgör 28,0 %, vuxna 15-64 år 63 %, och äldre över 65 år 7,0 %.
Genomsnittlig årsnederbörd är 843 millimeter. Den regnigaste månaden är augusti, med i genomsnitt 143 mm nederbörd, och den torraste är januari, med 7 mm nederbörd.